# ホンダ・パスポート
パスポート（PASSPORT）は、本田技研工業が製造・販売しているSUVである。

## 初代（1993年 - 1997年）
ホンダといすゞの提携により、インディアナ州のスバル・イスズ・オートモーティブ（SIA）にて生産された。いすゞ・ロデオ（北米仕様）のOEMモデルとなる。
発売当初、エントリーモデルの「DX」は2.6 L直列4気筒エンジンで後輪駆動、5速MTであった。「LX」は3.2 L V型6気筒エンジンを搭載し、後輪駆動または4輪駆動に、5速MTまたは4速ATを組み合わせた。「EX」は、3.2 L V型6気筒エンジンに4輪駆動であった。

## 2代目（1997年 - 2002年）
初代モデルに引き続き、スバル・イスズ・オートモーティブ（SIA）にて生産された。
このモデルをもっていすゞ自動車との提携を解消し、ホンダの北米市場向けSUVは、アキュラ・MDXの姉妹車となる、自社開発のパイロットに切り替えられた。

## 3代目（2019年 - 2024年）
初代および2代目とは異なり、ホンダの自社開発により16年ぶりとなる復活を果たした。2018年11月、ロサンゼルスオートショーにて初公開され、CR-Vとパイロットの間を埋めるモデルとして2019年2月より米国で販売を開始した。米国の研究開発拠点Honda R＆D Americasにて開発され、米国アラバマ工場が生産を担当する。
最高出力280 PS、最大トルク36.2 kgmを発揮するガソリン直噴3.5 L V型6気筒エンジンを搭載し、トランスミッションは9速AT、全輪駆動車は前後間＋リア側左右でトルク配分を行うi-VTM4を搭載する。
先進運転支援システム（ADAS）として「ホンダ センシング」が採用されている。これには前方衝突警告（FCW）、車線逸脱警告（LDW）、車線維持支援システム（LKAS）、アダプティブクルーズコントロール（ACC）などが含まれている。

### フェイスリフト
2021年9月22日、2022年モデルを発表。エクステリアデザインは、フロントグリルの上にヘッドライトを分けるクロスバーを配置。「EX-L」グレードはクローム仕上げ、「エリート」グレードはグロスブラック仕上げとした。また、新デザインのボンネットや独自のグリルデザイン、フロントフェンダーなどが採用された。

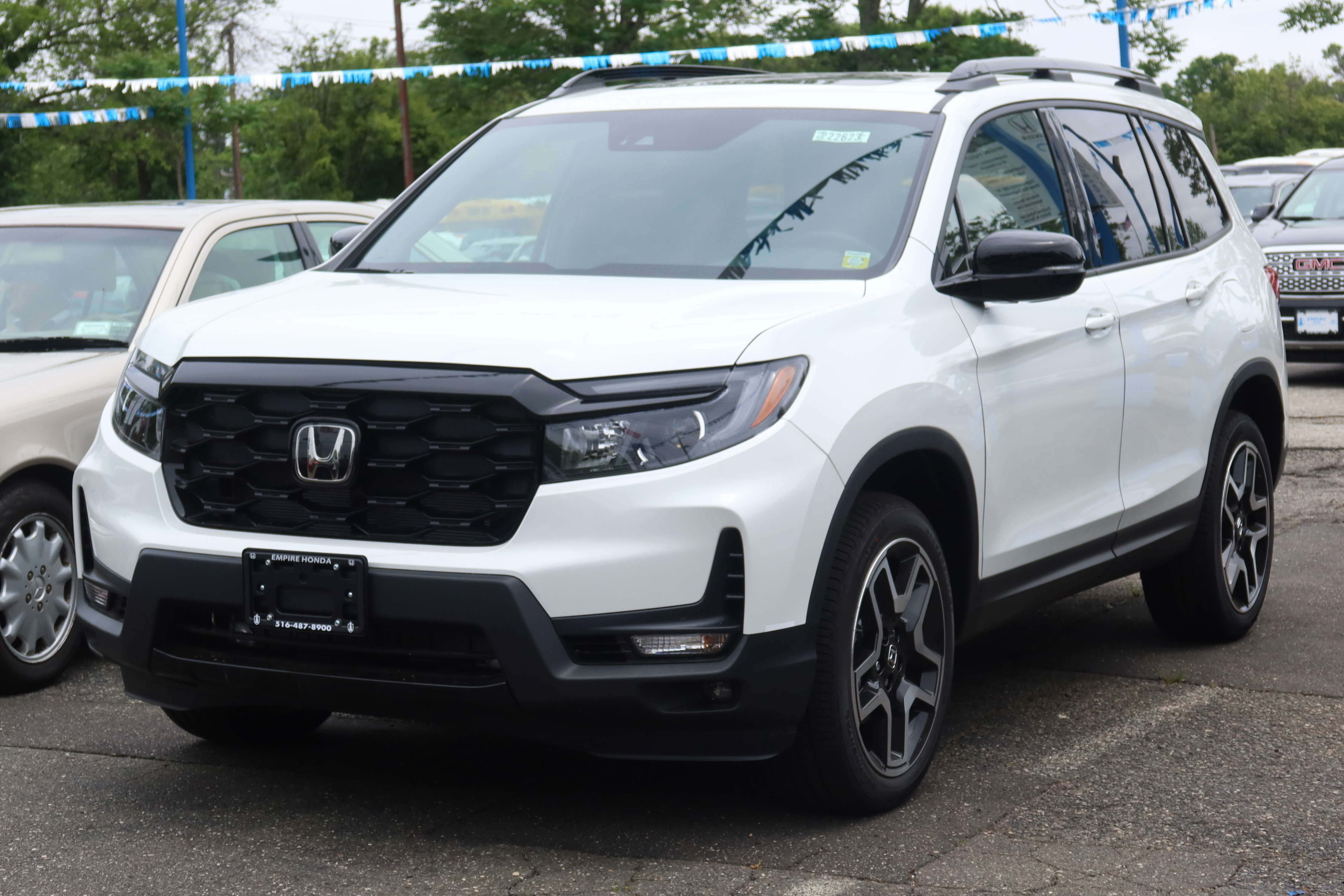
パスポート (2022年モデル)
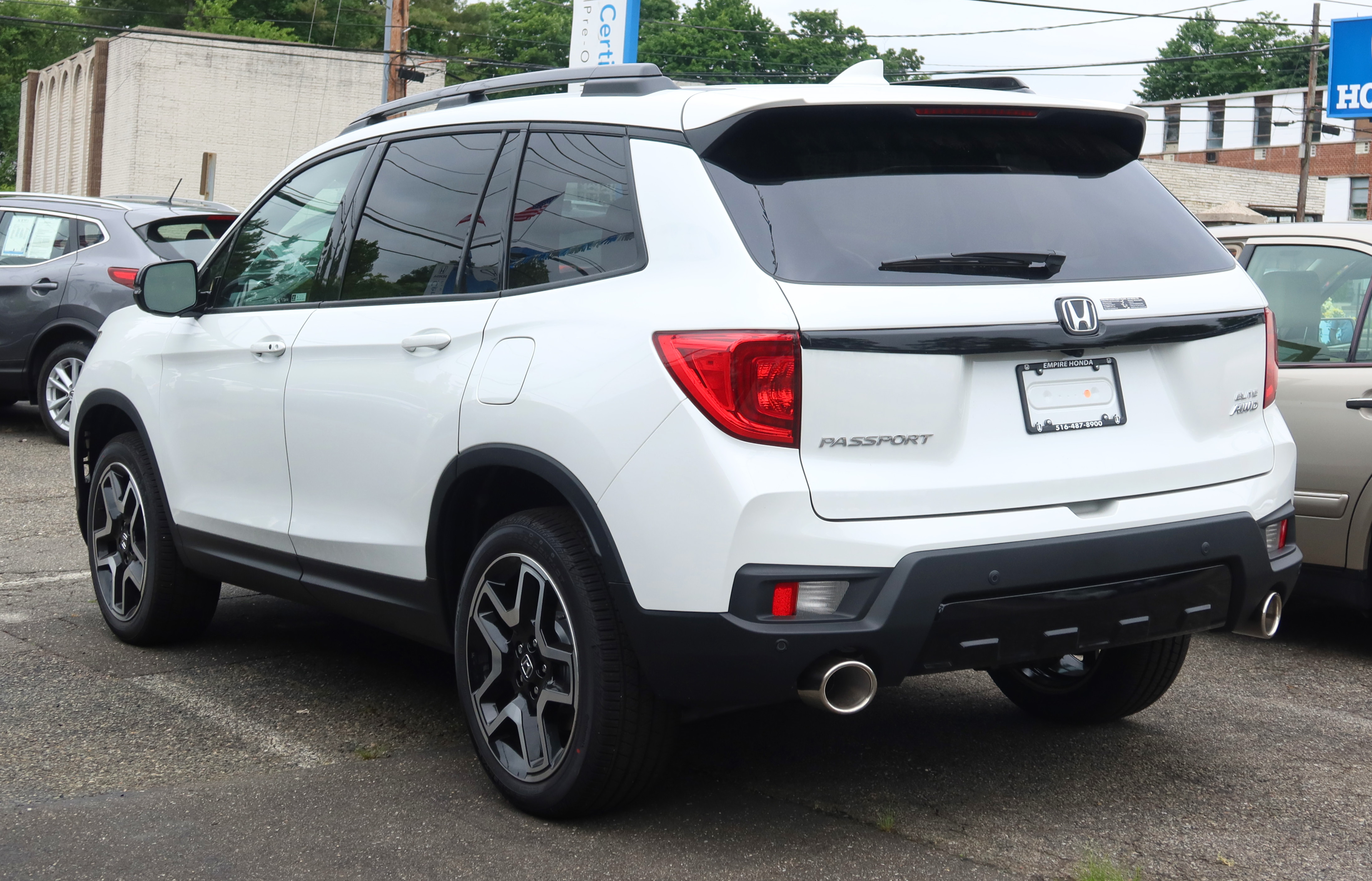
パスポート (2022年モデル)

### パスポート トレイルスポーツ
2021年9月22日、オフロード仕様車である「パスポート トレイルスポーツ」が追加設定された。オフロード性能、多用途性、耐久性を強調する「トレイルスポーツ」シリーズの第一弾となり、フロントグリルとテールゲートにはオレンジ色のTrailSportバッジ、専用デザインのフロントグリル、シルバーに塗装されたスキッドガーニッシュが採用された。また、前後トレッド幅を10 mm拡大したほか、専用の18インチ切削加工ホイールを採用した。

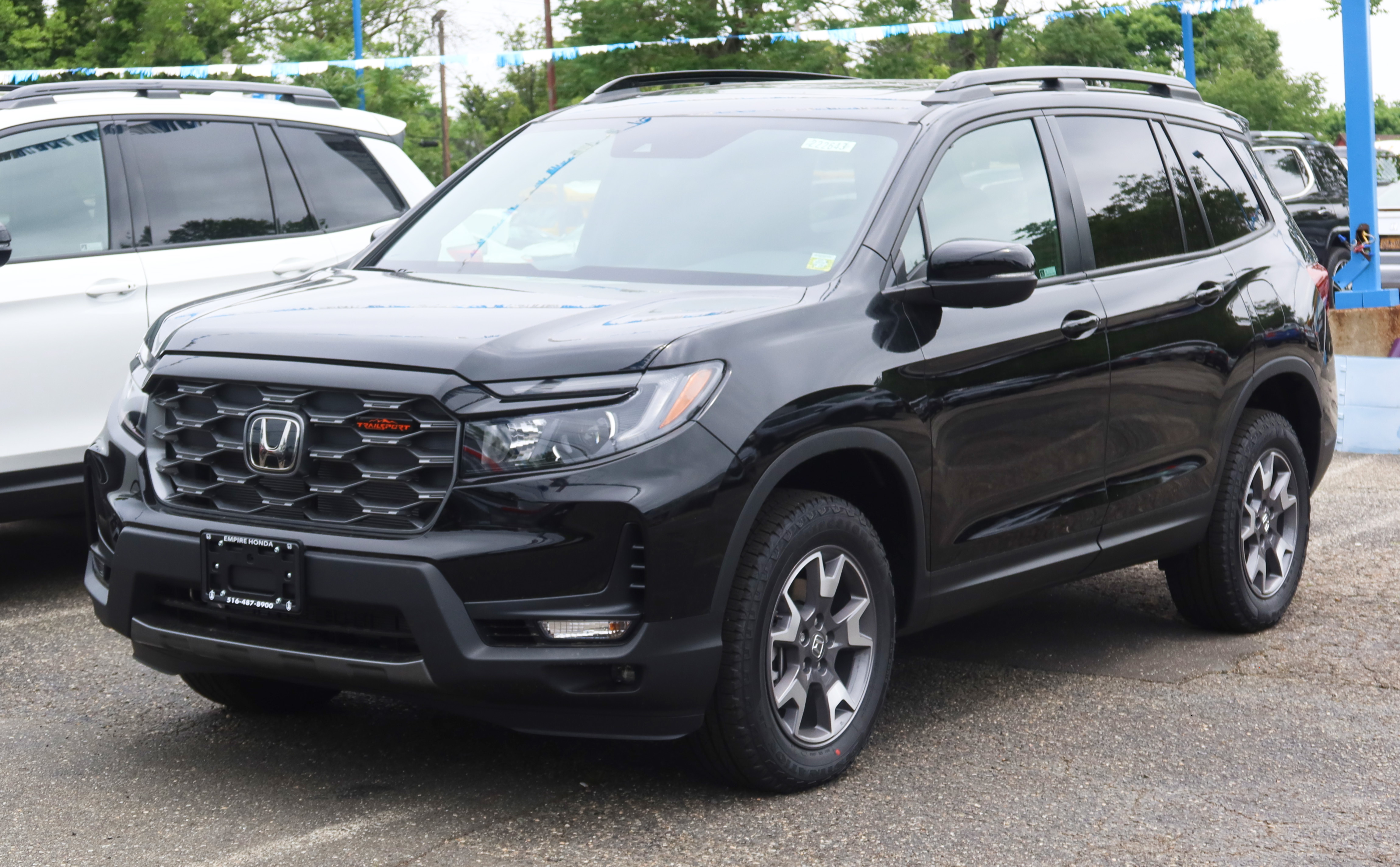
パスポート トレイルスポーツ (2022年モデル)
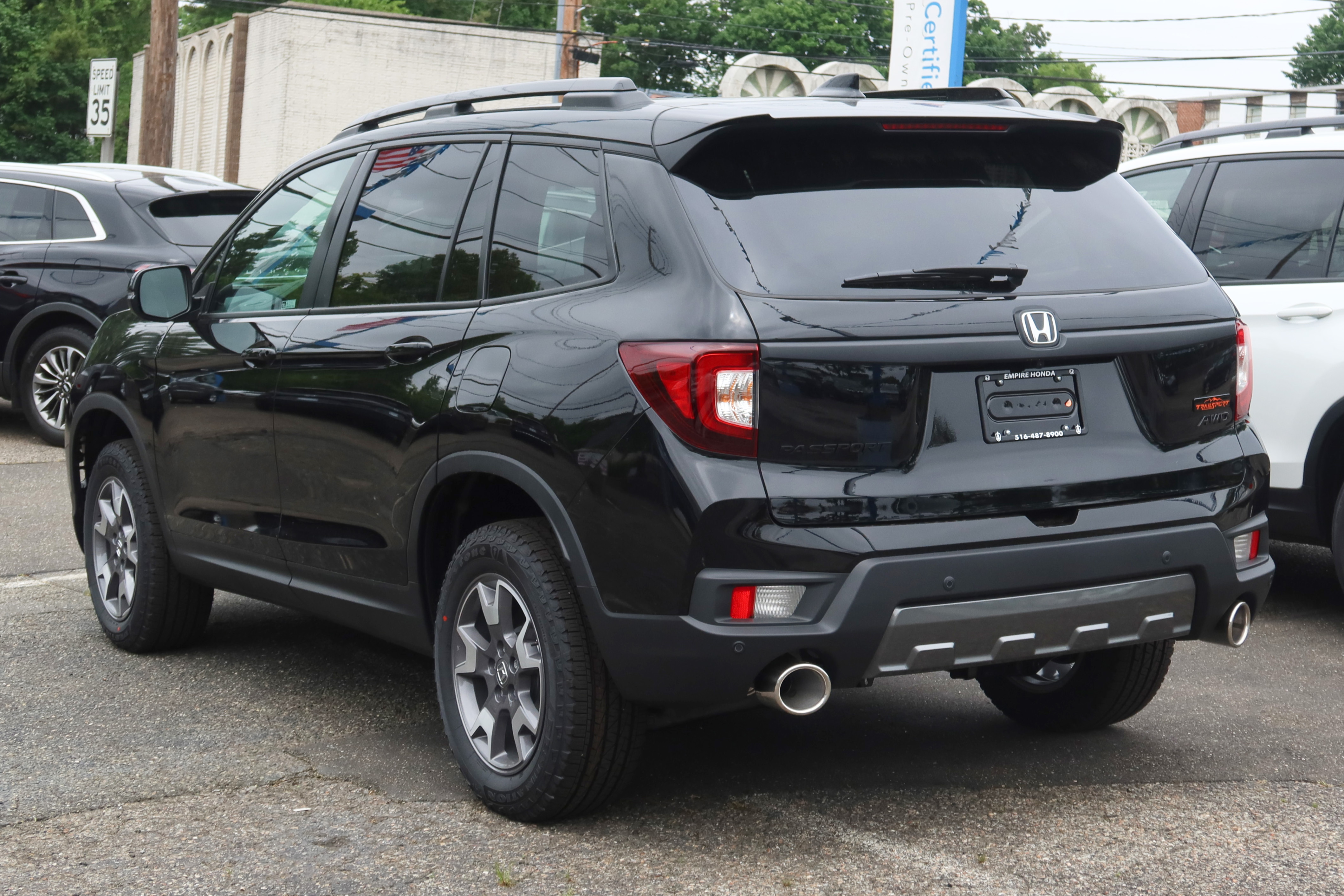
パスポート トレイルスポーツ (2022年モデル)

## 4代目（2024年 - ）
2024年7月16日、新型パスポートのオフロード仕様「トレイルスポーツ」のティザー写真を公開。同年11月13日に2026年モデルとして発表し、2025年2月11日に販売開始。
「RTL」「トレイルスポーツ」「トレイルスポーツエリート」の3グレードが展開される。パイロットとプラットフォームを共有しているが、エクステリアデザインはパイロットよりオフロード志向を強調する角ばったデザインとなっている。このデザインは「Born Wild」というコンセプトに基づき、ロサンゼルスのホンダデザインスタジオでデザインされた。フロントデザインは角型のヘッドライトが特徴で、リアはLEDテールライトとスタイリッシュなルーフスポイラーが採用された。「トレイルスポーツ」「トレイルスポーツエリート」には、マットシャークグレーやダークティンテッドクリアコートなどの専用仕上げの18インチホイールを装備した。ボディカラーはトレイルスポーツモデル専用の新色「サンセットオレンジ」と「アッシュグリーンメタリック」を含む8色が用意されている。
インテリアは10.2インチのデジタルドライバーディスプレイ、大型化された12.3インチのタッチスクリーンが標準装備されている。タッチスクリーンの下部に指置き場としてリップを設けるなど、使いやすさも重視されている。また、Googleビルトイン、ワイヤレスApple CarPlayおよびAndroid Auto、ワイヤレススマートフォン充電器などが標準装備されている。上級グレードにはBoseの12スピーカープレミアムオーディオシステムが装備される。
パワートレインは最高出力285馬力/6,100rpm、最大トルク355Nm/5,000rpmを発揮するオールアルミニウム製3.5リッターV型6気筒エンジンにパドルシフトが標準装備された10速オートマチックトランスミッションが採用された。また、ホンダのトルクベクタリング四駆システム「i-VTM4」の第2世代が標準装備されている。40%増のトルクに対応できる強力なリアドライブユニットを搭載し、レスポンスを30%向上。ドライブモードは、ノーマル、スポーツ、エコノミー、スノー、サンド、牽引、トレイルの7つを選択できる。

## 車名の由来
「PASSPORT」は、英語で「旅券、保証」の意味である。